# Ламм, Уно
Август Уно Ламм (22 мая 1904 — 1 июня 1989) — шведский электротехник и изобретатель, которого иногда называют «отцом высоковольтной линии постоянного тока».

## Биография
Ламм родился в Гётеборге на западе Швеции. Степень магистра получил в Королевском Институте Технологии в Стокгольме в 1927 году. Вскоре после окончания срока службы в армии устроился в шведскую компанию ASEA. Проработав там в сначала в качестве стажёра, был назначен в 1929 году руководителем проекта по разработке высоковольтного ртутного вентиля. Вентили в то время давали лишь 2,5 кВ, в то время, как высоковольтные вентили могли бы найти применение в передаче огромного количества энергии на дальние расстояния.
К 1943 году Ламм получил докторскую степень в Королевском Институте, совмещая учёбу с разработкой ртутного вентиля. Разработки оптимального вентиля, подходящего для передачи электроэнергии, продолжались уже в течение 20 лет, когда ASEA получила заказ на ВЛПТ для станции Готланд в 1950 году. Проект был реализован в 1955 году, став первой в мире коммерческой современной системой ВЛПТ.
В 1955 году Ламм возглавил проект ASEA по разработке первых коммерческих ядерных реакторов в Швеции.
В 1961 году Ламм ASEA поручила Ламму вести совместную работу с компанией General Electric над проектом Pacific DC Intertie, целью которого было создание линии электропередачи от гидроэлектрогенераторов на побережье Тихого Океана к потребителям на Юге Калифорнии. К концу 1964 году Ламм переехал туда.
За время своей деятельности Ламм получил 150 патентов и более 80 технических документов. Его статьи часто публиковались в газетах и журналах Швеции и зачастую содержали критику в адрес шведского правительства. Ламма описывали как последовательного антикоммуниста, восхищавшегося экономической моделью США. Во время Второй Мировой войны Ламм по поручению компании ASEA должен был поехать в Германию. Находясь там, он часто подвергался критике своими начальниками за отказ приветствовать немецких партнёров вскидыванием руки.
В молодости Ламм учился играть на скрипке и не терял интереса к искусствам на протяжении всей жизни. Он был женат два раза и имел четырёх детей, один из которых (Мартин Ламм) стал впоследствии известным деятелем искусства в Швеции.
Название докторской диссертации Ламма было на английском «The Transductor, DC Pre-Saturated Reactor» («Магнитный усилитель, предварительно насыщающийся реактор»). Описывая данное устройство на одной из своих лекций в США, Ламм упоминал тот же принцип, что можно применить к резисторам при создании транзистора. Именно так был назван полупроводниковый усилитель.
За свою жизнь Ламм был удостоен многих наград, включая медаль Ламме в 1965 году. С 1967 по 1988 гг. он работал в институте IEEE в качестве директора по общим вопросам. В 1980 году IEEE учредил Приз Уно Ламма за достижения в области электротехники высокого напряжения. В 1981 г. Ламму была присуждена медаль Говарда Поттса.